# Slutenhet (skogsbruk)
Inom skogsuppskattning är slutenhet flera olika aspekter av ett bestånds täthet i relativa tal (tiondelar). Termerna fullslutenhet (1,0) och överslutenhet (>1,0) används.
- Arealslutenhet: Stamantal i förhållande till en teoretisk full bestockning.
- Massaslutenhet: Volym i förhållande till beståndets teoretiskt maximala produktionsförmåga.
- Kronslutenhet: Det vanligaste slutenhetsmåttet. En skattning av kronprojektionen. Om alla trädkronor i en tänkt projektion uppifrån växer invid eller i varandra råder fullslutenhet.